# كاسي كايج
كيسي كايج هي شخصية خيالية في سلسلة ألعاب القتال مورتال كومبات. ظهرت للمرة الأولى في لعبة مورتال كومبات إكس التي صدرت في سنة 2015. هي ابنة كل من جوني كايج وسونيا وتتميز بعنادها. وهي رقيب في القوات الخاصة الأمريكية. ظهرت أيضا في القصص المصورة التي تنتجها دي سي كومكس.